# Sammy Traoré
Sammy Traoré (ur. 25 lutego 1976 w Créteil) – malijski piłkarz grający na pozycji środkowego obrońcy.

## Kariera klubowa
Traoré urodził się w leżącym na przedmieściach Paryża mieście Créteil w rodzinie malijskich emigrantów. Piłkarską karierę rozpoczął w tamtejszym klubie US Créteil. W wieku 20 lat zadebiutował w trzeciej lidze. W 1999 roku awansował z tym klubem do Ligue 2 i grał tam przez kolejne trzy sezony. W 2002 roku przeszedł do OGC Nice. 28 września zadebiutował w Ligue 1 w przegranym 0:1 wyjazdowym spotkaniu z FC Sochaux. Natomiast 16 listopada strzelił swojego pierwszego gola w pierwszej lidze, a Nice pokonało 2:0 na wyjeździe AJ Auxerre. W klubie z Nicei grał przez cztery lata w podstawowym składzie. Najbardziej udany dla niego był sezon 2005/2006, w którym zdobył 5 goli, a Nice zajęło 8. miejsce w Ligue 1.
Latem 2006 za 1,5 miliona euro Sammy przeszedł do Paris Saint-Germain i tym samym wrócił w rodzinne strony. W PSG zadebiutował 26 sierpnia w przegranym 2:3 wyjazdowym meczu z Sochaux. W paryskim zespole Traoré rozegrał 22 spotkania, a także 5 w Pucharze UEFA (zdobył m.in. gola w wygranym 2:0 meczu z AEK Ateny). W lidze zajął z PSG 15. pozycję. W 2007 roku został wypożyczony do AJ Auxerre, a po sezonie 2007/2008 wrócił do Paryża.
| Sezon   | Klub                 | Kraj    | Rozgrywki            | Mecze | Bramki |
| ------- | -------------------- | ------- | -------------------- | ----- | ------ |
| 1994/95 | US Créteil-Lusitanos | Francja | Championnat National | 7     | 0      |
| 1995/96 | US Créteil-Lusitanos | Francja | Championnat National | 16    | 0      |
| 1996/97 | US Créteil-Lusitanos | Francja | Championnat National | 1     | 0      |
| 1997/98 | US Créteil-Lusitanos | Francja | Championnat National | 23    | 1      |
| 1998/99 | US Créteil-Lusitanos | Francja | Championnat National | 15    | 0      |
| 1999/00 | US Créteil-Lusitanos | Francja | Ligue 2              | 30    | 0      |
| 2000/01 | US Créteil-Lusitanos | Francja | Ligue 2              | 26    | 0      |
| 2001/02 | US Créteil-Lusitanos | Francja | Ligue 2              | 25    | 0      |
| 2002/03 | US Créteil-Lusitanos | Francja | Ligue 2              | 5     | 0      |
| 2002/03 | OGC Nice             | Francja | Ligue 1              | 21    | 1      |
| 2003/04 | OGC Nice             | Francja | Ligue 1              | 28    | 2      |
| 2004/05 | OGC Nice             | Francja | Ligue 1              | 30    | 3      |
| 2005/06 | OGC Nice             | Francja | Ligue 1              | 33    | 5      |
| 2006/07 | Paris Saint-Germain  | Francja | Ligue 1              | 22    | 0      |
| 2007/08 | Paris Saint-Germain  | Francja | Ligue 1              | 1     | 0      |
| 2007/08 | AJ Auxerre           | Francja | Ligue 1              | 28    | 1      |
| 2008/09 | Paris Saint-Germain  | Francja | Ligue 1              | 19    | 1      |
| 2009/10 | Paris Saint-Germain  | Francja | Ligue 1              | 23    | 0      |
| 2010/11 | Paris Saint-Germain  | Francja | Ligue 1              | 2     | 0      |

## Kariera reprezentacyjna
W reprezentacji Mali Traoré zadebiutował 5 lipca 2003 w wygranym 2:0 wyjazdowym meczu z Seszele. W 2004 roku był w składzie drużyny narodowej na Puchar Narodów Afryki 2004 – Mali zajęło na nim 4. miejsce. W 2008 roku został powołany przez Jeana-François Jodara na Puchar Narodów Afryki 2008.